# Thompsonia haddoni
Thompsonia haddoni is een krabbezakjessoort uit de familie van de Thompsoniidae. De wetenschappelijke naam van de soort is voor het eerst geldig gepubliceerd in 1902 door Coutière.